# Дреновац (Врање)
Дреновац је насељено место града Врања у Пчињском округу. Налази се на крајњем југу Пољанице, од Власа удаљено око 8, а од Врања око 16 км. Име је добило по дрену који овде обилато успева. Према попису из 2022. било је 57 становника (према попису из 1991. било је 288 становника).

## Географија
Дреновац је размештен у изворишном делу Ветернице и око Језерског потока, Манастирске долине, Биљаничке реке, Дубовице, Ливадске долине и Репушнице. Село је разбијеног типа, а истичу се Доња махала, Рекари, Горња махала, Ливаде и Јасеновица.

## Историја
По предању, са леве стране Ветернице, близу старе границе, постојао је град (не зна се чији) и то место зову Градиште. На левој страни Манастирске долине постојао је манастир по коме је долина добила име, за који се тврдило да је био "латински“ а остаци се виде и данас, сељаци то место зову Свети Ђорђе. У Горњој махали помиње се старо гробље из времена пре доласка садашњих становника Дреновца. Селиште, о чијим житељима се на зна ништа, је са десне стране Ливадске реке, где има остатака зидина и где су налажени разни стари метални новчићи и предмети. Старо Дреновачко село било је изнад овог селишта, а овде су у почетку живели први досељеници, док га нису запалили Арнаути па се становници спустили ближе Ветерници и ту формирали ново село. Касније су почели да се враћају својим њивама, шумама и пашњацима, те су напистили долину Ветернице, како из економских разлога тако и због сталног узнемиравања од стране Турака и Арнаута којима су били сметња на путу поред реке.
Најстарије породице су Тасковци (Олелици) и Баба-Анђинци који су се доселили са Косова, затим Пелифанци, Сурдулци (Сурдуљани), Дојинци, Рашкинци (Деда-Анђелкови), Петровци (Призеткови), Деда-Павлови (Пуношевчани) и други, досељени из других села Пољанице и околине Врања.

## Демографија
У насељу Дреновац живи 161 пунолетни становник, а просечна старост становништва износи 57,2 година (53,9 код мушкараца и 60,7 код жена). У насељу има 79 домаћинстава, а просечан број чланова по домаћинству је 2,11.
Ово насеље је великим делом насељено Србима (према попису из 2002. године), а у последња три пописа, примећен је пад у броју становника.
|  |

| Демографија | Демографија | Демографија |
| Година      | Становника  | Становника  |
| ----------- | ----------- | ----------- |
| 1948.       | 868         |             |
| 1953.       | 923         |             |
| 1961.       | 794         |             |
| 1971.       | 683         |             |
| 1981.       | 467         |             |
| 1991.       | 288         | 282         |
| 2002.       | 167         | 170         |
| 2011.       | 117         |             |

| Етнички састав према попису из 2002.‍ | Етнички састав према попису из 2002.‍ | Етнички састав према попису из 2002.‍ | Етнички састав према попису из 2002.‍ | Етнички састав према попису из 2002.‍ |
| ------------------------------------ | ------------------------------------ | ------------------------------------ | ------------------------------------ | ------------------------------------ |
|                                      |                                      |                                      |                                      |                                      |
| Срби                                 | Срби                                 |                                      | 165                                  | 98,80%                               |
| непознато                            | непознато                            |                                      | 0                                    | 0,0%                                 |

| Година пописа     | 1948. | 1953. | 1961. | 1971. | 1981. | 1991. | 2002. |
| ----------------- | ----- | ----- | ----- | ----- | ----- | ----- | ----- |
| Број домаћинстава | 124   | 136   | 130   | 123   | 110   | 96    | 79    |

| Број чланова      | 1  | 2  | 3 | 4  | 5 | 6 | 7 | 8 | 9 | 10 и више | Просек |
| ----------------- | -- | -- | - | -- | - | - | - | - | - | --------- | ------ |
| Број домаћинстава | 27 | 31 | 9 | 10 | 1 | 1 | 0 | 0 | 0 | 0         | 2,11   |

| Пол    | Укупно | Неожењен/Неудата | Ожењен/Удата | Удовац/Удовица | Разведен/Разведена | Непознато |
| ------ | ------ | ---------------- | ------------ | -------------- | ------------------ | --------- |
| Мушки  | 85     | 27               | 41           | 16             | 1                  | 0         |
| Женски | 77     | 9                | 42           | 26             | 0                  | 0         |
| УКУПНО | 162    | 36               | 83           | 42             | 1                  | 0         |

| Пол    | Укупно                    | Пољопривреда, лов и шумарство | Рибарство                            | Вађење руде и камена | Прерађивачка индустрија       |
| ------ | ------------------------- | ----------------------------- | ------------------------------------ | -------------------- | ----------------------------- |
| Мушки  | 43                        | 19                            | 0                                    | 0                    | 13                            |
| Женски | 36                        | 33                            | 0                                    | 0                    | 2                             |
| УКУПНО | 79                        | 52                            | 0                                    | 0                    | 15                            |
| Пол    | Производња и снабдевање   | Грађевинарство                | Трговина                             | Хотели и ресторани   | Саобраћај, складиштење и везе |
| Мушки  | 0                         | 6                             | 1                                    | 0                    | 1                             |
| Женски | 0                         | 1                             | 0                                    | 0                    | 0                             |
| УКУПНО | 0                         | 7                             | 1                                    | 0                    | 1                             |
| Пол    | Финансијско посредовање   | Некретнине                    | Државна управа и одбрана             | Образовање           | Здравствени и социјални рад   |
| Мушки  | 0                         | 0                             | 1                                    | 2                    | 0                             |
| Женски | 0                         | 0                             | 0                                    | 0                    | 0                             |
| УКУПНО | 0                         | 0                             | 1                                    | 2                    | 0                             |
| Пол    | Остале услужне активности | Приватна домаћинства          | Екстериторијалне организације и тела | Непознато            | Непознато                     |
| Мушки  | 0                         | 0                             | 0                                    | 0                    | 0                             |
| Женски | 0                         | 0                             | 0                                    | 0                    | 0                             |
| УКУПНО | 0                         | 0                             | 0                                    | 0                    | 0                             |

## Живот
Село има доста ораница, пашњака и листопадне шуме, па су се становници бавили ратарством, воћарством (познати су Дреновачки ораси), сточарством и горосечом. Као село Пољанице најближе позиционирано Врању, било је у предности да своје пољопривредне производе, стоку и дрва лакше прода у Врање. Испод самог Грота и око превоја Гоч у новије време засађене су четинарске шуме, претежно смрча, бор и ариш. Познати извори воде у селу су Тотоан, Мирковац, Мртвиц, Вирина, Кованлук и Стојанов кладанац. Поред зграде некадашње механе, где је сада Месна канцеларија, постојао је извор који је касније каптиран и урађен као чесма са квалитетном планинском водом, што је једина оваква чесма поред пута на целом потезу од Врања до Власа. После ослобођења од Турака 1878. године, па све до 1955. године, Дреновац је био седиште истоимене општине. Сада је седиште Месне заједнице за ово село, као и за Добрејанце и Сикирје.

## Галерија слика
- Месна канцеларија
- Горња махала, детаљ
- Црква Свети Никола
- Основна школа
- Спомен чесма испред зграде Месне канцеларије
- Поглед са Дреновачких ливада на планински део села